# Wschodnia synagoga w Lubaczowie
Wschodnia synagoga w Lubaczowie, dla odróżnienia od zachodniej synagogi, z którą dzieliła budynek, to chasydzki Bet midrasz, który istniał już w 1871 r. Mieściła się na północ od miejskiego rynku. Przetrwała wielki pożar miasta w 1899 r. Jej powojenny los nie jest znany.